# Hind Mohammed
Hind Mohammed (arabisch هند محمد, DMG Hind Muḥammad; * 22. April 1981 in Riad) ist eine saudi-arabische Schauspielerin.

## Leben und Karriere
Mohammed wurde am 22. April 1981 in Riad geboren. Ihr Debüt gab sie 2006 in dem Film Keif al-Hal?. Anschließend war sie in den Kurzfilmen Al Amela und in Hubb Kam zu sehen. Von 2020 bis 2023 belegte sie in der Serie Al Meerath eine der Hauptrollen. Außerdem trat Mohammed 2024 in Sons of Nouf auf. Im selben Jahr wurde sie für die Serie 
Autumn of the Heart gecastet.

## Filmografie
Filme
- 2006: Keif al-Hal?
- 2022: Al Amela
- 2022: Hubb Kam

Serien
- 2020–2023: Al Meerath
- 2022: Bashar Shorts
- 2024: Sons of Nouf
- 2024: Autumn of the Heart